# کیتی (فیلم ۱۹۲۹)
کیتی (انگلیسی: Kitty) فیلمی است در سبک درام به کارگردانی ویکتور سویل که در سال ۱۹۲۹ منتشر شد.